# Scarperia
Scarperia – miejscowość i gmina we Włoszech, w regionie Toskania, w prowincji Florencja.
Według danych na rok 2004 gminę zamieszkiwało 6778 osób, 85,8 os./km².